# Irina Dolgova
Irina Jurjevna Dolgova (ryska: Ирина Юрьевна Долгова), född 26 september 1995, är en rysk judoutövare.
Dolgova tävlade för ROC vid olympiska sommarspelen 2020 i Tokyo. Hon besegrade Soniya Bhatta i den första omgången i extra lättvikt, men blev därefter utslagen i den andra omgången av Lin Chen-hao. Hon tävlade i samma viktklass vid olympiska sommarspelen 2016 i Rio de Janeiro.